# Le Serpent qui danse
Le Serpent qui danse est un poème lyrique de Charles Baudelaire est paru dans le recueil de poèmes Les Fleurs du mal en 1857. Il s'agit d'un poème en quatrains à rimes croisées, divisé en neuf strophes.
Charles Baudelaire y évoque sa maîtresse Jeanne Duval.

## Postérité
Plusieurs auteurs-compositeurs-interprètes ont mis en musique ce poème :
- Léo Ferré en 1957, dans l'album Les Fleurs du mal ;
- Serge Gainsbourg en 1962, dans l'album Serge Gainsbourg N° 4 ;
- François Feldman en 1991, dans l'album Magic' Boul'vard ;
- Dode en 2009 ;
- Marianne BP en 2015, pour le court métrage L'Ombre de Sally d'Olivier Pierre Dougoud ;
- Pierre Lapointe en 2022, dans l'album L'heure mauve.

### Version de François Feldman
Singles de François Feldman
J'ai peur
(1991) Magic Boul'vard
(1991)
Pistes de Magic' Boul'vard
Magic' Boul'vard
(4) Poison rose
(6)
François Feldman reprend Le Serpent qui danse pour son album Magic' Boul'vard. La chanson est sortie en tant que premier single de l'album en mai 1991.

### Liste des titres
| A. | Le Serpent qui danse                         | Charles Baudelaire | François Feldman | 4:02 |
| B. | Le Serpent qui danse (version instrumentale) |                    | François Feldman | 4:35 |

| A.  | Le Serpent qui danse (version maxi)          | Charles Baudelaire | François Feldman | 5:30 |
| B1. | Le Serpent qui danse (version instrumentale) |                    | François Feldman | 4:35 |
| B2. | Le Serpent qui danse (version single)        | Charles Baudelaire | François Feldman | 4:02 |

### Accueil commercial
En France, Le Serpent qui danse s'est classé durant quatorze semaines dans le Top 50, de juin à septembre 1991, soit quatre mois consécutifs. Il est entré directement en 43e position et progresse jusqu'à atteindre la 15e position lors de la septième semaine.

### Classements

#### Classements hebdomadaires
| Classement (1991)             | Meilleure position |
| ----------------------------- | ------------------ |
| France (SNEP)                 | 15                 |
| Québec (Palmarès francophone) | 17                 |

#### Classement de fin d'année
| Classement (1991) | Position |
| ----------------- | -------- |
| France (SNEP)     | 83       |

### Historique de sortie
| Pays    | Date     | Format                                               | Label               |
| ------- | -------- | ---------------------------------------------------- | ------------------- |
| France, | mai 1991 | 45 tours, maxi 45 tours • CD single, cassette single | Big Bang, Phonogram |